# Jacques de Wissant
Jacques de Wissant war zusammen mit seinem Bruder Pierre einer der sechs Bürger von Calais. Wegen des Namens ist anzunehmen, dass die Brüder aus dem gleichnamigen Dorf Wissant in der Nähe von Calais stammten.

## Die Plastik
Nach dem historischen Jacques de Wissant gestaltete der französische Künstler Auguste Rodin 1885–1887 eine Bronzefigur. Sie hält den Schlüssel der Stadt Calais in ihrer Hand. Sie ist Teil seiner Gesamtplastik Die Bürger von Calais. Sie ist dort auf dem Platz von Belfried zu sehen.

### Ausführung
Zwischen 1884 und 1886 erstellte Rodin Aktstudien der sechs Persönlichkeiten. Danach drapierte er sie mit feuchter Leinwand. So wollte er besser nachvollziehen, wie die menschlichen Figuren mit Sackleinen bekleidet aussehen. Vor der endgültigen Plastik fertigte Rodin zwei Modelle und eine Studie von Jacques de Wissant an. Er gestaltete auch eine linke Hand.

### Galerie

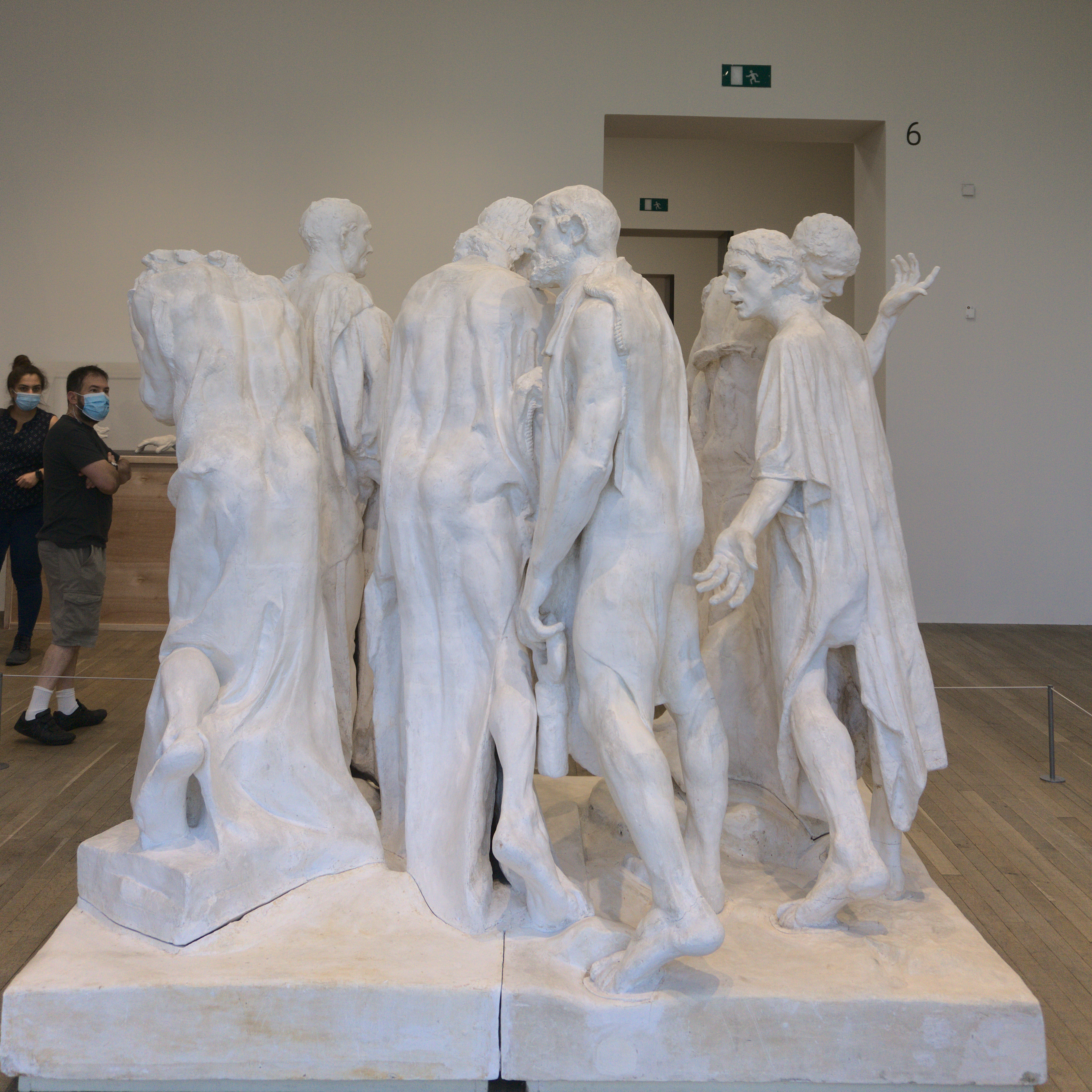
Im Zusammenhang

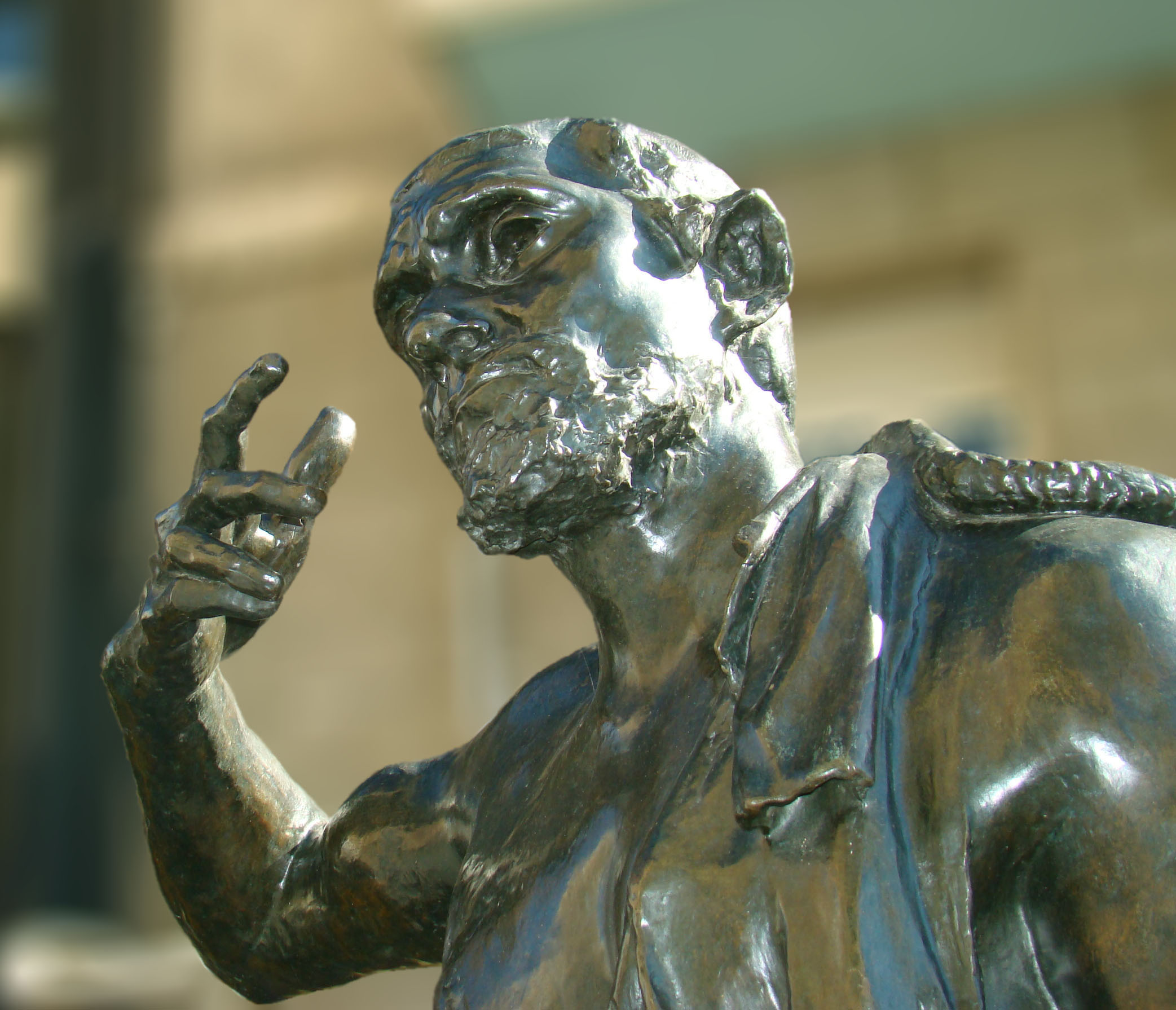
Kopf
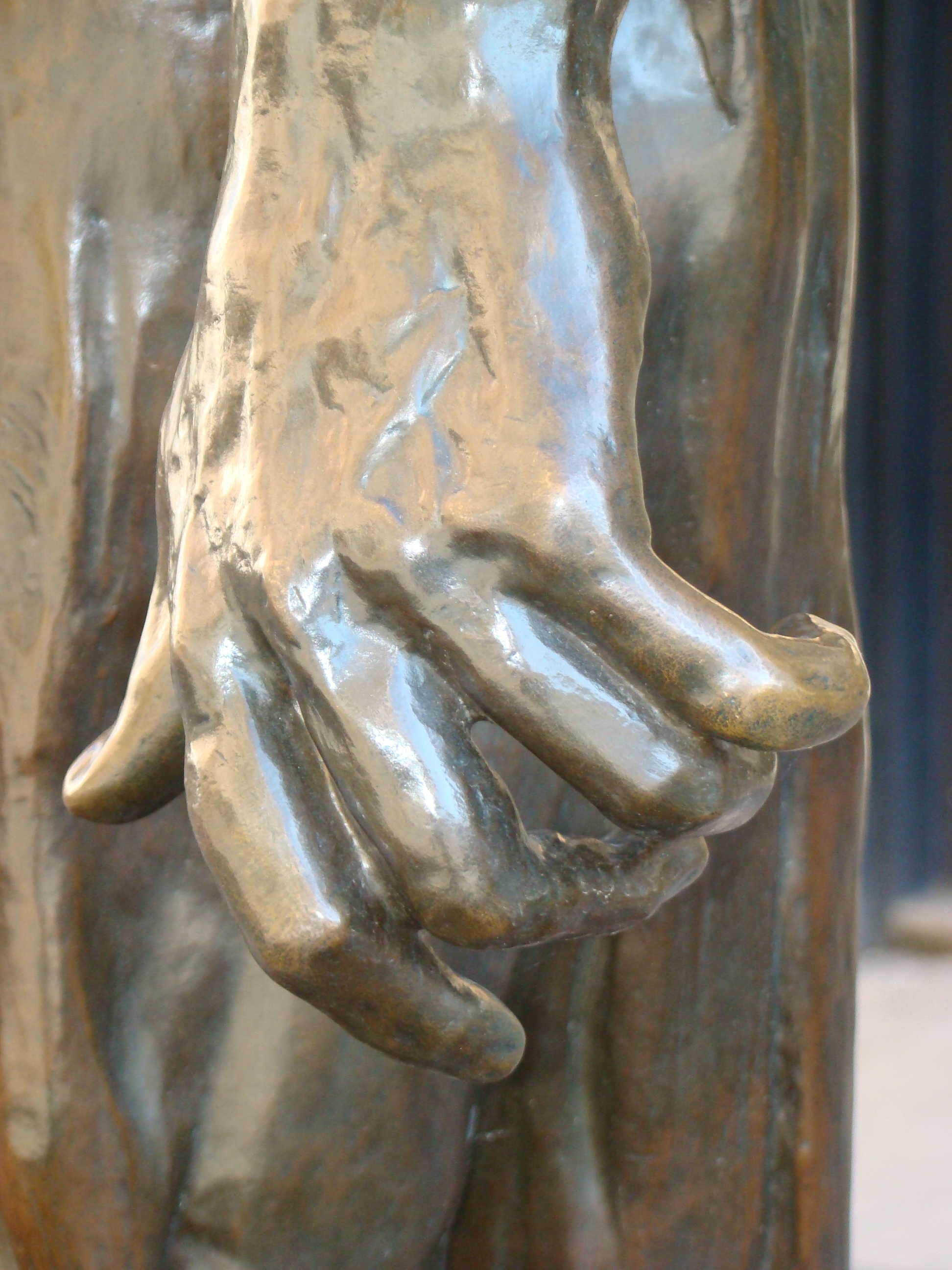
Linke Hand
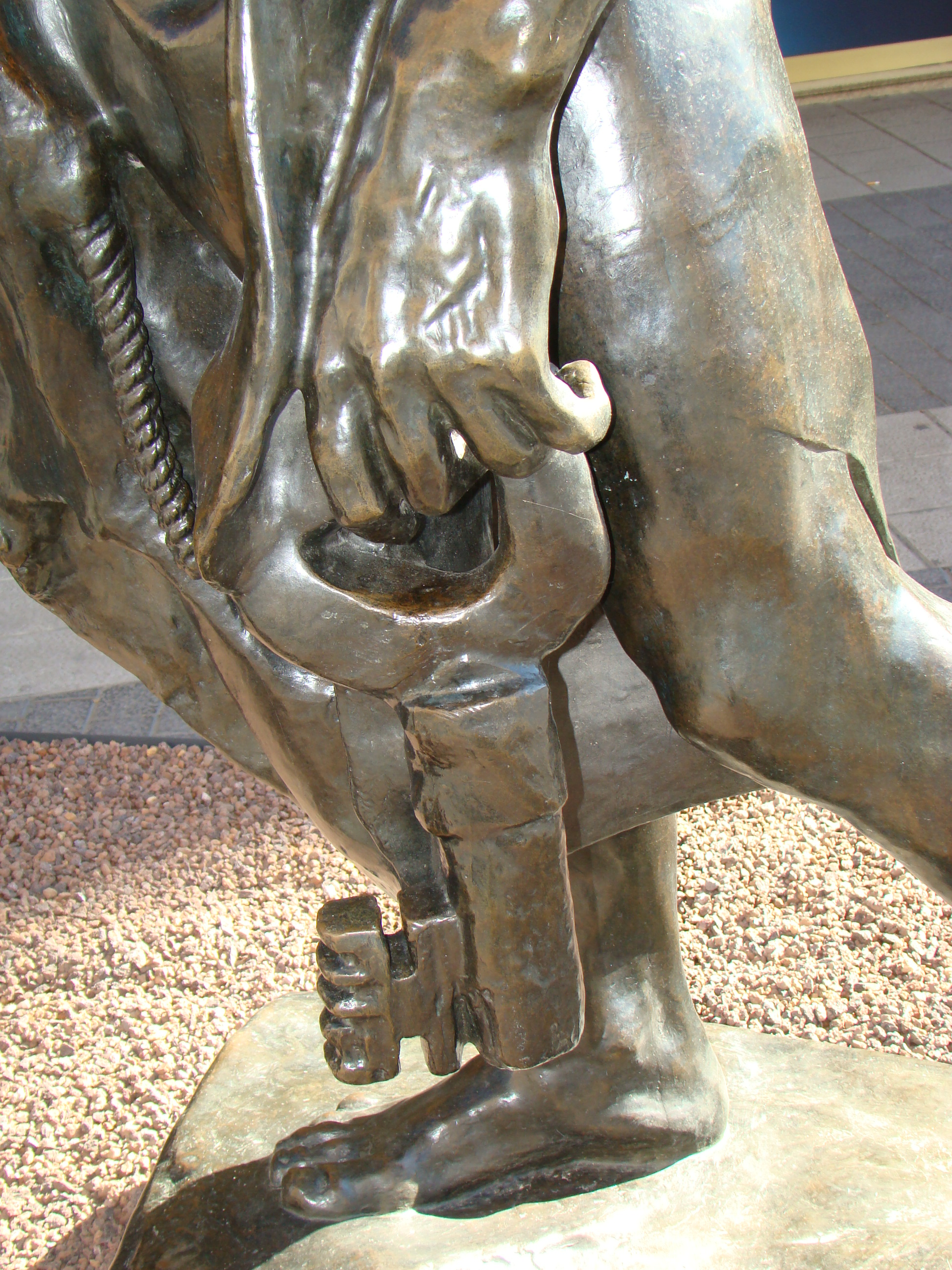
Schlüssel